# (8893) 1995 KZ
1995 كي زد (ويعرف أيضًا باسم (8893) 1995 كي زد وفق تسمية الكوكب الصغير) (بالإنجليزية: 1995 KZ)‏ هو كويكب ضمن حزام الكويكبات؛ وترتيبه 8893 من حيث الاكتشاف.
اكتُشف هذا الجُرم الفلكي بواسطة Timothy B. Spahr ‏ في 23 مايو 1995.

## وصلات خارجية
- (8893) 1995 KZ في قاعدة بيانات مختبر الدفع النفاث لأجرام النظام الشمسي الصغيرة

- الاكتشاف · مخطط المدار ·  العناصر المدارية · المعلمات المادية

- (8893) 1995 KZ على موقع ويكي سكاي: DSS2, SDSS, GALEX, IRAS, Hydrogen α, X-Ray, Astrophoto, Sky Map, Articles and images